# JBoss Developer Studio
A JBoss Developer Studio (JBDS) egy fejlesztőkörnyezet, amelyet jelenleg a JBoss (a Red Hat egy részlege) és az Exadel fejleszt közösen.
Beépíti és elérhetővé teszi az eszközöket és a futtató környezetet az Eclipse, az Eclipse Tooling, és a JBoss Enterprise Application Platform egy termékbe ágyazásával.
Az integrált fejlesztő eszközök használhatók Web alkalmazások fejlesztésére, olyan nyílt forráskódú technológiák felhasználásával, mint pl. JBoss Seam, JBoss Application Server, Hibernate és JBoss jBPM.
JBoss Developer Studio-t folyamatosan frissítik, bele téve az Eclipse legújabb kiadásait, a Web Tools Projecteket (WTP), eszközöket ad a JEE-hez és a webes fejlesztésekhez, mint pl.:
- Java EE, JSF és JSP eszközök
- JPA eszközök
- Szerver eszközök
- Web szolgáltatás és WSDL eszközök
- HTML, CSS, és JavaScript eszközök
- XML, XML séma és DTD eszközök

JBoss Developer Studio jogosultságot ad a Red Hat Enterprise Linuxhoz, integrált fejlesztőeszközökkel, és egy Red Hat Hálózati Hozzáférést fejlesztési célokra.
JBoss Developer Studio elérhető Windowson, Linuxon és Mac OS X 10.4 Tiger 10.4xen. A JBDS 3.0 beépített JBoss EAP 5.0-val van felszerelve, ami igényli a JDK 6.0-ot a működéséhez.

## JBoss Developer Studio és JBoss Tools
A JBoss Tools a JBoss Developer Studionak egy nem kereskedelmi célú projektje. Nem más, mint az Eclipse Plug-inek egy halmaza a JBoss-hoz köthető technológiák támogatására, mint pl. Seam, Hibernate/JPA, JSF, EJB3, JBossESB, JBossWS, Portal stb.
A JBoss Tools, Eclipse Plug-inek halmaza, ennek tetejében JBoss Developer Studio kiegészítések helyezkednek el:
- telepítő
- Eclipse és Web eszközök, előre előre konfigurálva
- JBoss EAP,  JBoss AS-el és Seam, előre konfigurálva
- harmadik fél által készített Plug-Inek csomagjai, konfigurálva
- hozzáférés a RHELhez és a Red Hat Networkhöz
- hozzáférés a JBoss/Red Hat támogatott szoftverhez

## Története
2007 márciusában, Exadel és a Red Hat stratégiai partner szövetséget jelentett be, ami Eclipse-alapú fejlesztői eszköz létrejöttét célozta szolgáltatásorientált architektúra (SOA) és Web 2.0 alkalmazások készítéséhez, Red Hat platformon, beleértve a Red Hat Enterprise Linuxot és a JBoss Enterprise középréteget. 2010 januárjára, elkészült a 3.0.0.CR1-es kiadás.

### JBoss Developer Studio kiadásai
- 2007. október 5. - 1.0.0.CR1
- 2007. december 10. - 1.0.0.GA
- 2008. május 8. - 1.1.0.CR1
- 2008. június 2. - 1.1.0.GA
- 2008. október 31. - 2.0.0.beta
- 2009. január 7. - 2.0.0.cr1
- 2009. január 29. - 2.0.0.cr2
- 2009. március 17. - 2.0.0.GA
- 2009. szeptember 28. - 2.1 Portfolio Edition
- 2009. december 15. - 2.1.1
- 2009. december 15. - 3.0.0.M4
- 2010. január 7. - 3.0.0.CR1
- 2011. február 16. - 4.0.0
- 2011. november 16. - 4.1.1

## Lehetőségek
JBoss Enterprise Application Platform. Magába foglalja és beágyazza a JBoss Enterprise Application Platformot,  JBoss SOA Platformot és a JBoss Portal Platformot, és a Red Hat által 5 évig a gyártásban támogatott középréteg technológiával megegyező platform verziót.
Új JBoss Seam Eszközök. Vadonatúj Seam fejlesztés támogató eszközöket ad. Varázslót adnak új Seam projektek létrehozásához, validációs eszközöket, kifejezés nyelv kód kiegészítést, tesztelési eszközöket, és varázslót entitás objektumok létrehozásához.
Business Process Modeling Eszközök. Egy erőteljes üzleti folyamat tervező eszközt szolgáltat, munkafolyamatok tervezéséhez. Szintén lehetőséget ad a folyamatok menedzselésére csak úgy mint az munkaerőhöz köthető feladatokhoz és a köztük fellépő interakciókhoz. Képes BPMN-t JPDL-é konvertálni.
Business Rule Management Eszközök. Beépített támogatást nyújt, a piacon legszélesebb körben használt Üzleti Szabály motorhoz, a Droolshoz. Eszközöket kínál üzleti szabályok készítéséhez, szerkesztéséhez és menedzsmentjéhez, szabály erőforrásokhoz és döntési táblákhoz.
SOA Eszközök. Gazdag eszközkészletet ad SOA alapú alkalmazások készítésére, és kihelyezésére. Magába foglalja a képességet hogy készíteni, konfigurálni és kihelyezni lehessen vele integrációs alkalmazásokat.
Data Transformation Tools - Smooks. Adat transzformációs eszköz. Többféle formátum támogat csak úgy bemenetként mint kimenet ként. A támogatott formátumok CSV, EDI, XML, Java, JSON stb.
Portal Eszközök. Magábanfoglal eszközöket portletek készítéséhez és kihelyezéséhez ami JSR 186/286 kompatibilis. Eszközöket biztosít SEAM/JSF Portlets és elhelyezi őket ugyan azon a JBoss Enterprise Portal Platformon.
Visual Page Eszközök. Biztosít egy Visual Page Szerkesztőt kombinált vizuális és forráskód alapú szerkesztéssé Web lapokhoz. A Visual lap szerkesztő még AJAX alapon RichFaces komponenseket is képes alkalmazni, megjeleníteni.
AJAX Képességek. Magába foglal egy JBoss RichFaces technológia előretekintést. A RichFaces közel 70 testre szabható külsejű komponenst ad, beleértve a naptárat, fát, legördülő menüt, drag-and-drop komponenseket, és sok minden mást. A Visual Page Szerkesztő eszköz képes RichFaces komponensek használatára.
JBoss Eszköz Paletta. A JBoss Eszköz paletta tartalmaz egy fejlesztői jelölő könyvtárat (tag library), ami lehetővé teszi jelölők beillesztését JSP oldalakra egy kattintással. Az Eszköz Paletta testre szabott és külsős jelölők használatát is .
Hibernate Eszközök. A Hibernate robusztus, vizuális eszközöket nyújt a vállalati szabvány Hibernate objektum-relációs leképzést szolgáló keretrendszerhez. A Hibernate eszközök magukba foglalják a vissza tervezési folyamatot és kód generálását létező adatbázis alapján, Hibernate leképzés és konfiguráció szerkesztők, entitás modell nézetek, dinamikus lekérdezés szerkesztők, és még ennél is többet.
JBoss jBPM Eszközök. Magába foglalja a jBPM eszközöket és Seam lap folyamokat.
Spring Eszközök. Beágyazza a Spring alkalmazások fejlesztéséhez használható Spring IDE-t.
Struts Eszközök. Struts eszközöket Struts 1.x alkalmazás fejlesztéshez.
Optimized JBoss Application Server adapter. A JBoss Developer Studio fejlett JBoss AS adaptere, olyan lehetőségeket foglal magába, mint például az inkrementális kihelyezés, amely támogatja a gyors kihelyezést és előre konfigurált a befoglaló JBoss Application szerverhez.
Red Hat Enterprise Linux és RHN hozzáférés. Hozzáférést nyújt a Red Hat Enterprise Linuxhoz, Linux fejlesztő eszközökhöz, és a Red Hat hálózathoz fejlesztői célokra.
Business Intelligence Report Tool (BIRT).  Biztosít Üzleti Intelligencia Jelentés Eszközöket. Ez egy olyan jelentés készítő rendszer, amely a Java/J2EE-n alapul, meghatározza a szükséges információkat, analizálja őket, továbbá jelentéseket, összegzéseket és grafikonokat is készít.
JBossWeb Szolgáltatás. JBoss WS egy web szolgáltatás keretrendszer, amelyet JBoss AS részeként fejlesztenek. Megvalósítja a JAX-WS specifikációkat, amelyek meghatározzák a futtató környezetet és a programozási modellt Javas web szolgáltatások készítéséhez, a Java Platformot célozva, Enterprise Edition 5 (Java EE 5).
Teiid. JBoss Developer Studio magába foglalja a Teiid, egy adat virtualizációs rendszert, amely lehetőséget ad az alkalmazásoknak az adathozzáféréshez egy egységes APIn keresztül több, különféle adatforrásból kezelve a kapcsolatokat, XML, XQuery és procedurális lekérdezéseket. Teiid kapcsolódási lehetőséget nyújt a legtöbb relációs adatbázishoz, web szolgáltatásokhoz, szöveges fájlokhoz, és ldaphoz, hogy elosztott adatforrásokhoz is hozzáférjen, és beépíthesse őket anélkül, hogy lemásolná vagy elmozgatná az adatokat a adattárolóból.

## Külső hivatkozások
- http://www.jboss.com/products/devstudio
- https://web.archive.org/web/20120304224520/http://devstudio.jboss.com/download/

### Dokumentációk
- JBoss Developer Studio Reference guides and Tutorials on www.jboss.com
- Eclipse documentation

### Fórumok és blogok
- JBoss Developer Studio Users forum
- In Relation To blog
- What's new in JBoss Developer Studio

## Fordítás
Ez a szócikk részben vagy egészben  a   JBoss Developer Studio című angol Wikipédia-szócikk ezen változatának fordításán alapul.  Az eredeti cikk szerkesztőit annak laptörténete sorolja fel. Ez a jelzés csupán a megfogalmazás eredetét és a szerzői jogokat jelzi, nem szolgál a cikkben szereplő információk forrásmegjelöléseként.